# White God
Pour plus de détails, voir Fiche technique et Distribution.
White God (Fehér isten) est un film dramatique hongro-germano-suédois coécrit et réalisé par Kornél Mundruczó, sorti en 2014.
Ne pas confondre avec le
film américain Dressé pour tuer (White Dog, 1982) de Samuel Fuller qui est aussi une parabole sociétale basée sur la manipulation et la révolte d'une meute de chiens dressés. 
Il est sélectionné au Festival de Cannes 2014 dans la section Un certain regard dont il remporte le prix.

## Synopsis
À Budapest, Lili, une adolescente, doit passer trois mois chez son père. Mais celui-ci n'apprécie pas que son ex-épouse lui laisse aussi en garde Hagen, le chien adoré de sa fille. D'autant qu'une loi impose le recensement des chiens bâtards assorti d'une taxe. Les camionnettes de la fourrière patrouillent alors dans la ville pour capturer les nombreux chiens ainsi abandonnés pour ne pas payer cet impôt.
Le père finit par jeter Hagen à la rue, à la consternation de Lili. Elle cherche alors à tout prix à le retrouver, tandis que de son côté, le chien passe d'épreuve en épreuve. Dressé pour devenir un chien de combat, Hagen va montrer des capacités insoupçonnées.

## Fiche technique
- Titre original : Fehér isten
- Titre international : White God
- Réalisation : Kornél Mundruczó
- Scénario : Kornél Mundruczó, Viktória Petrányi et Kata Wéber
- Décors : Márton Ágh
- Costumes : Sabine Greunig
- Photographie : Marcell Rév
- Montage : Dávid Jancsó
- Musique : Asher Goldschmidt
- Production :  Eszter Gyárfás et Viktória Petrányi
- Sociétés de production : Proton Cinema[1] ; Pola Pandora Filmproduktions, Filmpartners, The Chimney Pot, Hungarian National Film Fund et ZDF/Arte (coproductions)
- Sociétés de distribution : InterCom (Hongrie), Pyramide Distribution (France)
- Pays d’origine : Hongrie, Suède, Allemagne
- Langue : hongrois, anglais
- Format : couleur - 2.35 : 1 - Dolby numérique - 35 mm
- Genre : drame
- Durée : 119 minutes
- Dates de sortie :
  -  France : 17 mai 2014 (Festival de Cannes) ; 3 décembre 2014 (nationale)
  -  Hongrie : 12 juin 2014 (nationale)
  -  Allemagne : 27 septembre 2014 (Festival du film de Hambourg)
  -  Belgique : 20 octobre 2014 (Festival international du film de Flandre-Gand) ; 3 décembre 2014 (nationale)
  -  Suède : 6 novembre 2014 (Festival international du film de Stockholm)
  -  Portugal : 28 mai 2015
  -  Suisse : 5 juillet 2014 (Festival international du film fantastique de Neuchâtel 2014)

## Distribution
- Zsófia Psotta : Lili, la jeune maîtresse du chien Hagen
- Sándor Zsótér : Dániel, le père de Lili
- Lili Horvát : Elza, la mère de Lili
- László Gálffi : le professeur de musique
- Vanda Verle : Trixi, la partenaire musicale de Lili
- Károly Ascher : Péter, l'ami de Lili
- Ervin Nagy (hu) : le boucher
- Bence Csepeli : Diamond, le gitan
- Szabolcs Thuróczy : le vieil homme, dresseur de chiens
- Erika Bodnár : la voisine de Dániel
- Lili Monori : Bev, la directrice du chenil
- Gergely Bánki : un attrapeur de chiens
- Tamás Polgár : un attrapeur de chiens
- Orsolya Tóth : la fille au chenil
- Kornél Mundruczó : le restaurateur afghan

## Production

### Développement
Ce sixième long-métrage de Kornél Mundruczó est produit par Viktória Petrányi pour Proton Cinema en coproduction avec Pola Pandora (Allemagne), Chimney Pot (Suède) et Filmpartners (Hongrie), et avec le soutien d'Eurimages, Film I Vast, ARTE-ZDF et du Hungarian National Film Fund.
Le réalisateur écrit le scenario du film après s'être retrouvé face à un chien enfermé dans une cage : « J'ai eu honte (…) d'être là, et lui, derrière des barreaux. Je fais partie d'un système pourri et je le perpétue. C'est là où j'ai compris que je tenais un moyen pour refléter ma société. (…) Les chiens sont la métaphore parfaite pour représenter toutes les minorités », raconte-t-il dans une interview. Le titre fait référence à l'Homme optant le « point de vue d'un chien. Et du point de vue d'un chien, le maître est le dieu. Un chien peut de manière innocente et naïve suivre les humains, comme nous suivons Dieu parfois ». L'auteur du film s'inspire également de l'écrivain sud-africain J. M. Coetzee, à propos de son roman Disgrâce (1999), qui rapporte « l'idée que les plantes, les chiens et toute forme de vie sur Terre doivent jouir des mêmes droits » et du film Dressé pour tuer (White Dog, 1982) de Samuel Fuller, tiré lui-même d'un récit de Romain Gary, Chien Blanc, écrit en 1969 et publié le 20 mars 1970 aux éditions Gallimard « qui fonctionne parfaitement comme une photographie de son époque ».

### Tournage
Le réalisateur et son équipe tournent, en mars 2013, entièrement les scènes à Budapest, capitale de Hongrie, dont la fameuse île Sainte Marguerite (Margit-sziget) sur le Danube, le pont Erzsébet et bien d'autres.
Kornél Mundruczó dédie son film à la mémoire du grand réalisateur hongrois Miklós Jancsó qui, avant sa mort, avait assisté à la première version, d'une durée de cent cinquante minutes, et lui avait conseillé de la raccourcir en cent dix-neuf minutes.

## Accueil

### Sorties internationales
White God est sélectionné dans la catégorie « Un certain regard » et projeté en avant-première en mai 2014 au Festival de Cannes où le réalisateur Kornél Mundruczó récolte le Prix Un certain regard ainsi que la Palme Dog pour les deux chiens acteurs Luke et Body.
Après la sortie dans les salles hongroises en ce 12 juin 2014, la Belgique et la France le verront à partir du 3 décembre de la même année.

### Accueil critique
Avant la réception des prix au Festival de Cannes, le critique Aurélien Allin du Cinemateaser résume ce film en « frissons, larmes, euphorie », en revanche, Alexis Campion du Journal du dimanche précise sur cette « ambiance post-apocalyptique qui pourrait bien verser dans l’horreur, […] un peu déprimant. […] Caméra à l’épaule qui tremble tout le temps et qui finit par donner le mal de mer. Excessive enfin, cette musique redondante qui s’immisce dans chaque scène, cherche à faire bondir le spectateur dans son fauteuil. L’idée n’en reste pas moins épatante. Et malgré ses lourdeurs démonstratives, la mise en scène ne manque pas d’habileté ». Jean-Christian Hay de Gala affirme qu'« avec une idée qui n’aurait pu faire l’objet que d’un court-métrage, le réalisateur hongrois nous tient en haleine jusqu’au bout et réussit à faire basculer le spectateur du côté des animaux. Un film au poil ».

## Distinctions

### Récompenses
- Festival de Cannes 2014 : sélection « Un certain regard »
  - Prix Un certain regard
  - Palme Dog pour Luke et Body
- Festival européen du film fantastique de Strasbourg (FEFFS) 2014 : Octopus d’or du meilleur long-métrage fantastique international

### Nominations
- Festival international du film de Hambourg 2014 : Art Cinema Award